# Heraclio Bernal
Heraclio Bernal Zazueta (28 de junio de 1855 - 5 de enero de 1888) fue un bandido sinaloense conocido por redactar planes políticos subversivos en Durango y Sinaloa.

## Primera etapa de su vida
Heraclio Faustino Petronilo Bernal Zazueta, conocido como «El rayo de Sinaloa», hijo de Jesús Bernal y Jacinta Zazueta, nació en el seno de una familia de labradores acomodados, en el pueblo de El Chaco del municipio de San Ignacio del Estado de Sinaloa el 28 de junio de 1855, donde aprendió las primeras letras de la mano del profesor Ángel Bonilla, quien le enseñó historia regional y despertó su admiración por Benito Juárez influenciado por su padre para después, a los doce años, ser enviado a Durango donde terminó la etapa de primaria, para luego pasar al seminario donde estudió hasta los dieciocho años, cuando murieron sus padres y un tío se lo llevó a vivir con él al pueblo minero de Guadalupe de los Reyes, donde le consiguió empleo en la compañía minera.
Ahí, a base de inteligencia, dedicación y honradez, logró ser ascendido a un puesto de confianza hasta que por una traición preparada por uno de sus compañeros de trabajo, quien también le robó a su novia, fue acusado injustamente del robo de unas barras de plata y enviado a la cárcel a Mazatlán con una sentencia de 10 años.
En la cárcel conoció a un socialista español que le facilitó la lectura de textos de Marx, Bakunin, Lassalle, Saint-Simon, Owen y Proudhon, además de libros de sociólogos católicos alemanes. De esas lecturas, Bernal hizo una amalgama de ideas que lo llevó a la conclusión de que «todas las riquezas eran producto del robo y los ricos unos ladrones, que tenían en la miseria a los trabajadores, legítimos dueños de las riquezas que con su sudor se producían».

## Salteador de caminos
Escapó como pudo de la cárcel y se dirigió a Guadalupe de los Reyes donde cobró venganza del traidor y luego reunió a un grupo de excompañeros de prisión y empezó a realizar sus primeros asaltos a diligencias de hacendados.
Tiempo después se dirigió al pueblo de Arroyo Seco donde escuchó que el gerente de la compañía minera trataba bien a los trabajadores y aplicaba las ideas que había aprendido en la cárcel. Ahí conoció al Sr. Lorenzo Salazar y al Fraile Bernardo que eran quienes aplicaban tales ideas en el pueblo y con los que entabló una gran amistad.
Después de un tiempo de dedicarse a asaltar diligencias y haciendas para repartir lo robado entre la población necesitada y poner en evidencia a los hacendados porfiristas, Bernal decidió dedicarse a la agricultura y con parte del dinero robado, compró el rancho "El Magüey" luego de conseguir un salvoconducto del Gobernador de Durango. Pero al tiempo, al ser hostigado por miembros de la "acordada" e intentar matarlo en su rancho, decidió aceptar la invitación que le hiciera con insistencia el General Jesús Ramírez Terrones para iniciar una revolución contra el gobierno porfirista. Se fue de nuevo a las armas dando inicio a una serie de asaltos a poblaciones mineras entre las que figuraron San Andrés de la Sierra, Topia, Cantarranas, Tamazula, Gavilanes, El Pilar, Basis, Sapioris, Tayoltita, Guarizamei, La Candelaria, Ventanas, El Oro y Pueblo Nuevo  e infligiendo duros reveses a los ejércitos del dictador.

## Revolucionario
Al lado del General Ramírez tomó por asalto el mineral de El Rosario y el puerto de Mazatlán destacándose por su astucia y estrategia militar. El General Díaz envió al Coronel Bernardo Reyes a recuperar Mazatlán, quién desalojó a los revolucionarios persiguiéndolos hasta Nayarit donde dio muerte al General Ramírez Terrones, poniendo fin a la intentona de revolución. Bernal se salvó de morir porque en la huida de Mazatlán tomó otro rumbo evitando la persecución de las fuerzas gubernamentales.
A partir de entonces, Bernal Zazueta reinició sus andanzas de salteador de diligencias, cuando en una ocasión asaltó una que viajaba de Mazatlán a Culiacán en la que encontró una valiente resistencia de un hombre alto y rubio que, apoyado por su esposa que le recargaba las pistolas, resistió el ataque de los bandidos hasta que se le acabó la munición y resultando heridos.
Al terminar la refriega los compañeros de Bernal se acercaron a la diligencia con la intención de rematar al matrimonio, pero Bernal les ordenó que los dejaran en paz: «A un caballero tan valiente se le respeta, no se le mata», les dijo, ordenándoles que les curaran las heridas y los escoltaran hasta las afueras de Culiacán para evitar que fueran asaltados de nuevo. El caballero que Bernal enfrentó era nada menos que el alamense Benjamín Hill Salido, padre del famoso General sonorense del mismo nombre, que tuviera destacada presencia en la revolución que se avecinaba.
Los hacendados de la región, cansados de los asaltos de Bernal, se organizaron para ofrecer $10,000 de recompensa por la vida del revolucionario y, como estrategia para hacerlo detener, acusaron falsamente a su tío de un delito, ofreciendo ponerlo en libertad a cambio de la entrega de Bernal. Pero mientras éste decidía qué hacer, el tío fue fusilado impunemente.
Esto incrementó más el odio de Bernal hacia los ricos y el gobierno, que lo llevó a reiniciar la revolución en compañía del general García de la Cadena, quién intentaba ser Presidente de la República enarbolando la bandera de la "no reelección" e invitó a Bernal a secundarlo a cambio de ofrecerle la gubernatura de Sinaloa. García de la Cadena inició su movimiento en Zacatecas y Bernal en Topia, Durango, desde donde publicó una proclama llamada el Plan de la Rastra, donde sostiene el restablecimiento de la Constitución de 1857, desconociendo al gobierno de Díaz y declarando jefe de la nueva revolución al general García de la Cadena. Al grito de ¡Viva Bernal! Se inició la toma de San Andrés de la Sierra.
Para entonces el General Díaz había oído muchas historias acerca de este singular personaje, por lo que ordenó una campaña en su contra, indicando que se le trajera vivo ante su presencia. Cuando Bernal ya controlaba toda la parte oriental del Estado de Sinaloa, todo Tepic, el occidente de Durango, y la parte sur de Chihuahua, el General Díaz ordenó la persecución de García de la Cadena quien fue aprehendido en Zacatecas, y muerto sin mayor consideración por el Coronel Atenógenes Llamas, argumentando que había tratado de escapar.
Ante esta situación, Bernal comunicó a sus seguidores y a los del General García de la Cadena que él continuaría al frente de la revolución lanzando su Plan de Conitaca en 1887, bajo el lema de "Justicia y Libertad", en el que figuraba en primer término el desconocimiento de Díaz como presidente, la promesa de redimir al pueblo trabajador de la condición de esclavo en que se hallaba hasta entonces, instruyéndolo, mejorando sus salarios y moralizándolo. Se pedía además la supresión de las Jefaturas Políticas, por estar servidas por bandidos, se condenaba la campaña de despojo emprendida por el gobierno contra la comunidad mestiza Yaqui, a la que le prometía devolverle sus tierras, se protestaba contra la ley de Baldíos expedida recientemente y se hacían otras promesas, entre ellas la de "no reelección".
Díaz comisionó al General García para llevar a cabo la campaña contra Bernal, iniciándose ésta en el sur de Sinaloa y resultando bastante azarosa ya que Bernal, que conocía el terreno como el dorso de su mano. Trajo a las tropas de García de arriba hacia abajo persiguiéndolo sin poder darle alcance por más de un año. Las tropas de García, ante fracaso tras fracaso, optaron por desquitarse con la población inocente los reveses recibidos por parte del revolucionario, cometiendo barbaridades en los pueblos por los que pasaban. Ante esta situación, Bernal decidió detener su lucha, comunicándole al General García en una carta, su decisión de licenciar sus tropas y suspender los asaltos a las empresas mineras, a cambio de que el General suspendiera sus atropellos contra la población inocente. Envió copia de esta misiva al Presidente Díaz y a los Gobernadores de los Estados de Sinaloa, Durango y Chihuahua.
Una vez licenciadas las tropas, Bernal decidió descansar y luego trasladarse a vivir a Estados Unidos, para después regresar a México, una vez que hubiese terminado su persecución, para lo que se dirigió en compañía del hombre de más confianza y su esposa a un lugar llamado Cerro Hueco donde tenía enterradas unas barras de plata que pensaba utilizar en su exilio, pero en el trayecto los sorprendió una nevada y Bernal enfermó de una severa neumonía, por lo que decidió refugiarse en la cueva, durante su convalecencia.

## Muerte
El jefe de la acordada de Durango, Octaviano Meraz, no desistía en su intención de acabar con Bernal, por lo que averiguó datos a través de la amante de Crispín García, su compadre y amigo de mayor confianza, quien en una borrachera inducida por la susodicha puso al descubierto en dónde se encontraba el escondite de Bernal.
Meraz inició inmediatamente la búsqueda del lugar, dando con él, el día 5 de enero de 1888 y después de una refriega contra Bernal enfermo, en la que el militar perdió a veintidós de sus hombres, le dio muerte.

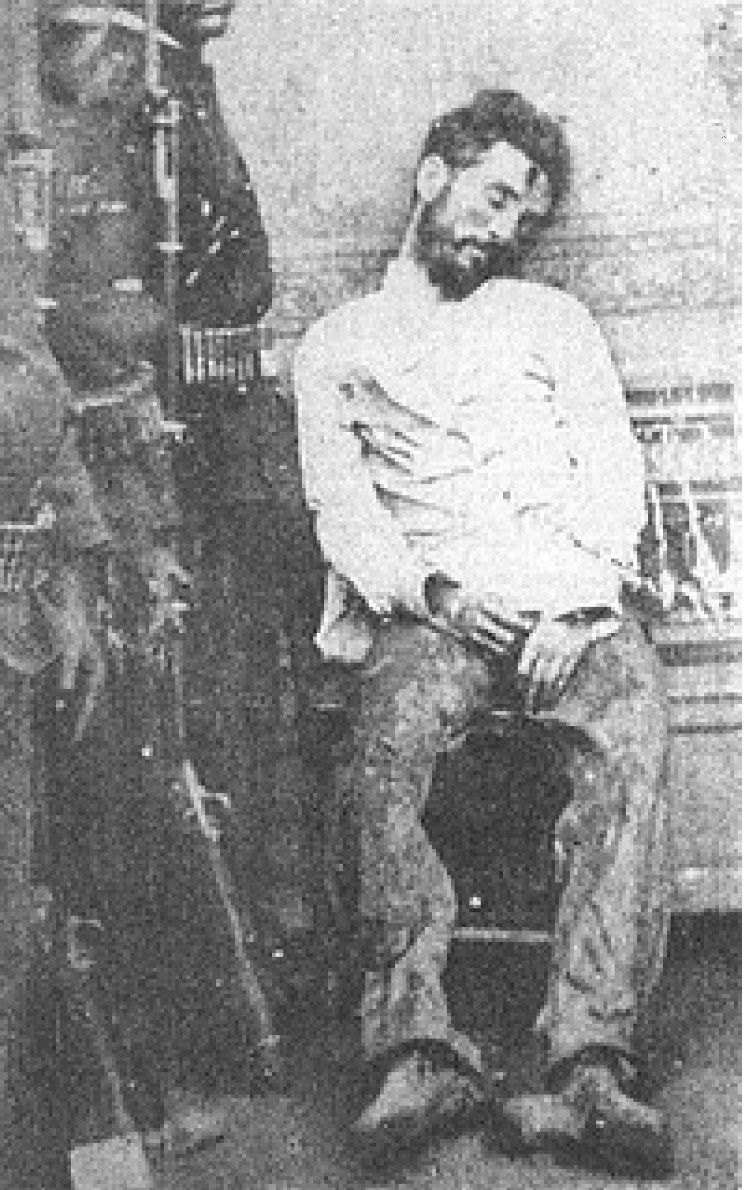
Cadáver de Heraclio Bernal

## La figura de Heraclio Bernal en canciones y películas
Existen varios corridos que enaltecen la figura de Heraclio Bernal.
Antonio Aguilar produjo y actuó en la década de los 50's una película basada en esta figura.
Corrido de Heraclio Bernal
Año de mil ochocientos,

noventa y dos al cantar, 

compuse yo esta tragedia

que aquí les voy a cantar.

Estado de Sinaloa

gobierno de Mazatlán

donde daban diez mil pesos 

por la vida de Bernal.

Dijo doña Bernadina:

-Ven, siéntate a descansar, 

mientras traigo diez mil pesos

pa' poderte reemplazar.-

Oigan amigos qué fue 

lo que sucedió:

Heraclio no tenía armas,

por eso no les peleó.

Desgraciado fue Crispín

cuando lo vino a entregar, 

pidiendo los diez mil pesos

por la vida de Bernal.

Agarró los diez mil pesos,

los amarró en su mascada,

y le dijo al comandante:

-Prevéngase su Acordada.

-Prevéngase su Acordada

y escuadrón militar,

y vámonos a Durango

a traer a Heraclio Bernal.-

Les dijo Heraclio Bernal:

-Yo no ando de roba bueyes ,

yo tengo plata acuñada

en ese Real de los Reyes.-

Adiós muchachas bonitas

transiten por donde quieran,

ya murió Heraclio Bernal,

el mero león de la sierra.

Adiós indios de las huertas

ya se dormirán a gusto ,

ya no hay Heraclio Bernal,

ya no morirán de susto.

Ya con esta me despido,

no me queda qué cantar,

estas son las mañanitas

de don Heraclio Bernal.